# Heerlijkheid Mijnden
Mijnden is een (voormalige) heerlijkheid in de provincie Noord-Holland in de gemeente Wijdemeren. De heerlijkheid is ook bekend onder de naam Mijnden en de beide Loosdrechten. Zij was eeuwenlang een bezit van de familie Van Amstel Van Mijnden.
In 1845 kwam de heerlijkheid in handen van de jonge letterkundige dr. Jan Conrad Hacke, telg uit het geslacht Hacke, na zijn huwelijk met de rijke jonkvrouw Janna Catharina Susanna Elias. Het jonge echtpaar had land gekocht in Nieuw Loosdrecht en begon met de aanleg van het landhuis en landgoed Eikenrode. Als heer van Mijnden en de beide Loosdrechten, bewoonde Hacke het landgoed, waar hij Dante’s Divina Commedia vertaalde. Het landgoed bleef in bezit van de familie Hacke van Mijnden tot 1973, toen het echtpaar Feenstra-Hacke het landgoed verkocht. In 1994 werd de gemeente Loosdrecht eigenaar hiervan, waarna het in 2000 eigendom werd van Martien Plasmeijer, die Eikenrode vervolgens liet renoveren. 
De heerlijkheid is na de dood van Jan Elias Hacke in 1969 overgegaan naar zijn schoonzoon Rudolph Feenstra. Uit dankbaarheid voor de renovatie van Eikenrode schonk Feenstra in 2008 de heerlijkheid aan Martien Plasmeijer. Na het faillissement van Plasmeijer in 2014 werden de heerlijkheden door de curator verkocht aan een onbekende koper.

## Verwante wapens

Wapen van Loosdrecht tot 1957
Wapen van Loosdrecht van 1957 tot 2002